# Love Me More (Sam Smith)
Love Me More è un singolo del cantante britannico Sam Smith, pubblicato il 28 aprile 2022 come primo estratto dal quarto album in studio Gloria.

## Descrizione
Il brano è stato scritto e prodotto dallo stesso cantante con Stargate e Jimmy Napes. Smith ha spiegato il significato della canzone, affermando di averla scritta «per tutti coloro che si sentono diversi, per tutti coloro che ogni giorno devono impedirsi di dire cose poco gentili a se stessi, nella loro testa, tutto il tempo» e che «sto imparando a essere gentile con me stesso. Volevo condividerlo perché l'ho catturato in questa canzone».

## Accoglienza
Tomás Mier di Rolling Stone ha descritto la canzone come un «brano malinconico» che «si trasforma in un inno che dà forza a se stessi». Rania Aniftos di Billboard ha definito la canzone «potente» e ha ritenuto che i «vocalizzi mielosi della Smith risuonino nel pensoso ritornello».

## Tracce
Testi e musiche di Sam Smith, James Napier, Mikkel S. Eriksen e Tor E. Hermansen.
1. Love Me More – 3:10

## Video musicale
Il video musicale, diretto da Luke Monaghan, è stato pubblicato il 28 aprile 2022 e comprende un montaggio di filmati di Smith da bambino fino all'inizio della sua carriera. Il video contiene anche un omaggio al video della canzone di successo di Smith Stay with Me, considerato l'inizio del successo solista del canutente.

## Classifiche
| Classifica (2022) | Posizione massima |
| ----------------- | ----------------- |
| Canada            | 52                |
| Irlanda           | 54                |
| Sudafrica         | 100               |
| Regno Unito       | 52                |
| Stati Uniti       | 73                |